# Boorowa River
Boorowa River är ett vattendrag i Australien. Det ligger i delstaten New South Wales, i den sydöstra delen av landet, omkring 220 kilometer väster om delstatshuvudstaden Sydney.
Trakten runt Boorowa River består i huvudsak av gräsmarker. Trakten runt Boorowa River är nära nog obefolkad, med mindre än två invånare per kvadratkilometer. Genomsnittlig årsnederbörd är 794 millimeter. Den regnigaste månaden är februari, med i genomsnitt 163 mm nederbörd, och den torraste är oktober, med 28 mm nederbörd.